# Roser Tapias
Roser Tapias Guillén (Barcelona, 20 de agosto de 1989), conocida artísticamente como Roser Tapias, es una actriz española conocida por su papel protagonista en la serie Padres. Ha participado también en cortometrajes como Candela, The Amazing Carla y Florecer mirándote a los ojos, entre otros. También participó en la telenovela de sobremesa Amar en tiempos revueltos interpretando a Almudena, la hija de Andrés Hernández Salvatierra (José Luis García Pérez).
Es la protagonista en el clip musical de la canción Young, del grupo Kakkmaddafakka, rodado en Barcelona en 2013.
A finales de 2023 se confirma su fichaje por Sueños de libertad, serie diaria de Antena 3 para interpretar a María Duque, junto con Alain Hernández, Natalia Sánchez y Daniel Tatay, entre otros.

## Filmografía

### Series de televisión

#### Personajes fijos
- La Riera en Tv3, interpretando a Rita Torres (7ª y 8ª temporada)
- Kubala Moreno y Manchón en Tv3, interpretando a Isa (Diagonal TV, 2013)
- El don de Alba en Telecinco, interpretando a Cinthia (2013) (El Camino del perdón)
- Bandolera en Antena 3, interpretando a Beatriz Ibáñez (2012)
- Amar en tiempos revueltos en La 1, interpretando a Almudena Hernández Prado (2010-2011)
- Padres en Antena 3, donde interpretaba a Elena Nieto (2009-2010).
- El secreto de Puente Viejo en Antena 3, interpretando a Alicia Urrutia (2019-2020)
- Acacias 38 en La 1, interpretando a Valeria Cárdenas (2021)
- Alba en Antena 3 y Atresplayer Premium, interpretando a Mónica Robledo (2021)
- L'última nit del karaoke en Tv3, interpretando a Ona (2021)
- Sueños de libertad en Antena 3, interpretando a María Duque Martorell (2024 - presente)

### Cine
- 2023: Tú no eres yo, Proyecta Films, dirección: Marisa Crespo y Moisés Romera
- 2023: Parapents, (Cortometraje), dirección: Carlos R. Haro
- 2019: Éxodo, Setmágic Audiovisual, dirección: Roman Parrado
- 2016: Ebro, de la cuna a la batalla, dirección: Roman Parrado
- 2013: Ford Escort, Escac Films, dirección: Estel Diaz
- 2013  Café de Mañana ( Cortometraje), dirección: Alejandro Mira
- 2012: Olor de colònia, TV3, Diagonal TV, dirección: Lluís Maria Güell
- 2011: Animals. Largometraje, dirección: Marçal Forés. Escándalo Films
- 2011: Por primera vez (Cortometraje), dirección: Alberto Agnello
- 2010: Candela, (Cortometraje), dirección: Cata Pulido
- 2009: La noche en blanco (Cortometraje), dirección: Chus Gutiérrez

### Teatro
- 2013: Auca del Born. Dir. Jordi Casanovas. Mercado del Borne
- 2013: Ocells i llops. Dir. Lourdes Barba. Teatro Nacional de Cataluña